# Корона Звонимира
Корона Звонимира (хорв. Starohrvatska kruna, також хорв. Zvonimirova kruna) — реліквія, що належала хорватському правителю Дмитару Звонимиру, що правив в 1076—1089 роках, згодом втрачена.

## Історія
Дмитар Звонимир отримав корону від Папи Римського Григорія VII разом зі скіпетром.
Коронація дозволила Звонимиру титулуватися вищим титулом лат. rex замість колишнього dux. Але в той же час його відносини з папою в результаті отримання корони були близькими до васальних. Неясно, наскільки великі були права Звонимира на хорватський престол за походженням, тому він міг мати потребу в додатковому зміцненні влади.

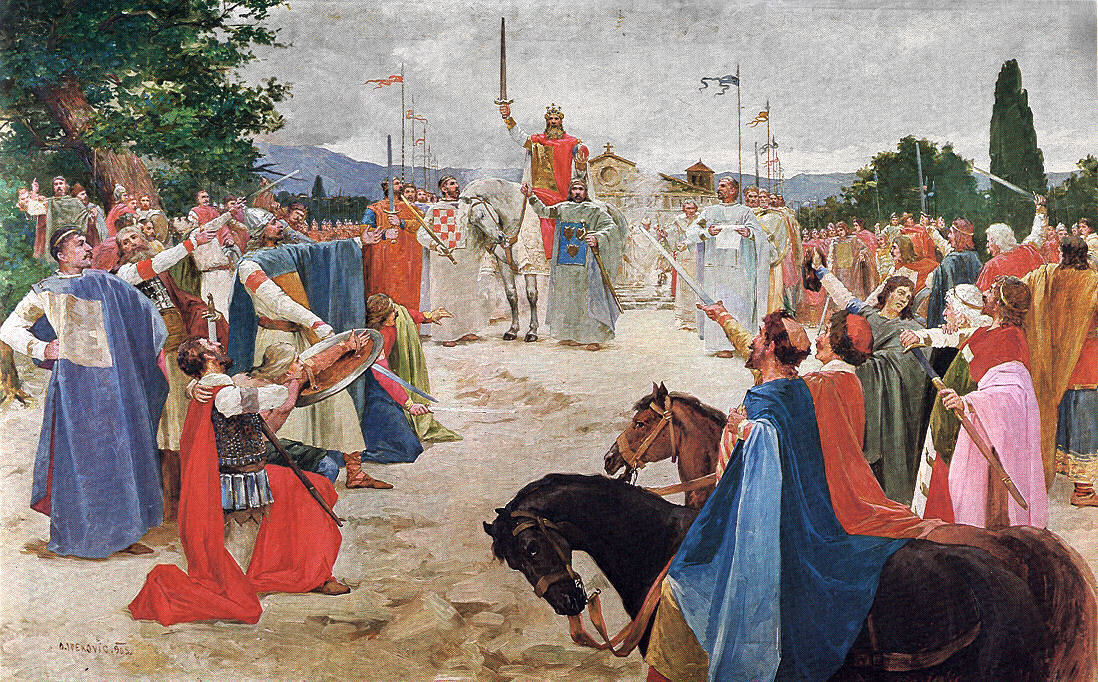
Коронація Томислава

Середньовічна корона зникла в смуті, що настала після смерті Звонимира, а після початку унії Угорщини та Хорватії роль хорватської корони виконувала Корона Святого Іштвана. У XIX столітті ідея окремої хорватської корони стала популярною серед прихильників суверенітету Хорватії, наприклад, в ідеалістичних творах Франьо Рачки. Зображення корони Звонимира (або Томислава, як її частіше називали) підкріплювали пам'ять про героїчне минуле. Це стало особливо актуально в 1925 році, коли святкувався ювілей хорватської державності. Зі створенням Незалежної Держави Хорватія була спроєктована нова «корона Звонимира», не схожа на свій прототип. Також були випущені однойменні орден і медаль. Однак король Томислав II коронований цієї короною так і не був..

## Зображення

Зображення корони на рельєфі XI століття в Спліті
Сучасне геральдичне зображення корони